# کیاندونگنان
کیاندونگنان (به لاتین: Qiandongnan Miao and Dong Autonomous Prefecture) یک سکونتگاه مسکونی در جمهوری خلق چین است که در گوئیژو واقع شده‌است.

## خصوصیات
کیاندونگنان ۳۰٬۳۳۹ کیلومترمربع مساحت و ۳٬۸۴۴٬۶۹۷ نفر جمعیت دارد.